# Umami (film)
Pour l’article homonyme, voir Umami.
Pour plus de détails, voir Fiche technique et Distribution.
Umami est un film franco-japonais écrit et réalisé par Slony Sow et sorti en 2022.
Il est présenté en avant-première au festival Premiers Plans d'Angers 2022.

## Synopsis
Gabriel Carvin, un chef étoilé saumurois, se voit remettre sa troisième étoile de cristal par un critique culinaire. Le soir même, sa femme, Louise, le quitte. Cette brutale séparation déclenche une crise familiale. Pour Gabriel, le trop plein le foudroie en plein cœur. Pour se changer les idées, il part au Japon, ce qui lui permettra de renouer avec les plaisirs simples de l'amitié et d’essayer de découvrir les mystères de l'umami, la cinquième saveur du palais.

## Fiche technique
Sauf indication contraire, les informations mentionnées dans cette section peuvent être confirmées par les bases de données cinématographiques IMDb et Allociné,  présentes dans la section « Liens externes ».
- Titre : Umami
- Réalisation : Slony Sow
- Scénario : Slony Sow
- Musique : Frédéric Holyszewski avec Sugizo
- Décors : Slony Sow
- Costumes : Dorothée Lissac, Mari Miyamoto
- Photographie : Denis Louis
- Montage : Slony Sow
- Production : Lucas Oliver-Frost, Slony Sow
- Coproduction : Jean-Maurice Belayche, Yoshikazu Gahier, Evelyne Inuzuka
- Société de production : Oliver-Frost Films, Slony Pictures
  - Société associée : Sunny Side Up Never, Nompareille Productions, AM Consulting
- Société de distribution : Zinc. (France)
- Budget : n/a
- Pays de production :  France,  Japon
- Langues originales : français, japonais
- Format : couleur — 2,35:1
- Genre : comédie dramatique
- Durée : 92 minutes (version courte - France), 103 minutes (version originale - hors de France)
- Dates de sortie : 
  - France : 28 janvier 2022 (avant-première au festival Premiers Plans d'Angers[1]), 17 mai 2023 (en salles)[2]

## Distribution
Sauf indication contraire, les informations mentionnées dans cette section peuvent être confirmées par les bases de données cinématographiques IMDb et Allociné,  présentes dans la section « Liens externes ».
- Gérard Depardieu : Gabriel Carvin
- Sandrine Bonnaire : Louise Carvin
- Pierre Richard : Rufus
- Rod Paradot : Nino Carvin
- Bastien Bouillon : Jean Carvin
- You : Noriko
- Kyōzō Nagatsuka : Tetsuichi Morita
- Eriko Takeda : Fumi Morita
- Kyōko Koizumi : Taya
- Antoine Duléry : Robert
- Zinedine Soualem : Mohamad
- Assa Sylla : la bookeuse

## Production
Umami a été tourné pendant la période Covid-19 à Hokkaido, au Japon (février 2020) et en grande partie dans des décors Saumurois tels que l’abbaye royale de Fontevraud, le château de Montreuil-Bellay, le château de Montsoreau ou encore au bord de la Loire, en France (juin 2020), après l'arrêt de la production en mars 2020 en raison des restrictions liées au Covid-19 en France.
En raison de la fermeture des salles de cinéma pendant la période Covid-19, la sortie commerciale du film en salles a été retardée jusqu'au 9 février 2023 (Allemagne) voire au 17 mai 2023 en France.

## Accueil

### Sortie et promotion
La version originale (103 minutes) du film est apparue au Festival international du film de comédie de Liège, au Festival Films du Sud d'Oslo, au Festival du film français de l'Alliance Française en Australie, au vOilah ! Festival du Film Français de Singapour et a été le film d'ouverture du Festival international du film de Fribourg et du Festival international du film de Yokohama.
La version de 103 minutes d'Umami est sortie en salles en Allemagne (sous le titre Der Geschmack der kleinen Dinge) le 9 février 2023 initialement sur 142 écrans, passant à 147 écrans les semaines suivantes en raison de son accueil positif.

#### Gérard Depardieu
Lors de la promotion du film pour sa sortie en salles en France, le 5 mars 2023, le site Mediapart a publié un reportage faisant état d'agressions sexuelles de la part de Gérard Depardieu, suivi d'un reportage faisant état de violences sexuelles par le site Libération le 24 mars 2023.
À la suite de ces informations, les concerts « Depardieu chante Barbara » ont déclenché des protestations d'organisations féministes contre Depardieu sur le lieu où se tenaient les concerts, et ont été largement relayées dans la presse française.
À la suite des révélations par Mediapart d'accusations de violences sexuelles alléguées dans le cadre de l'affaire Gérard Depardieu en avril 2023, les producteurs Zinc. et Oliver-Frost Films décident de maintenir la sortie d'Umami, mais Gérard Depardieu « n’est pas associé » à la promotion de celui-ci. Néanmoins, ils soulignent « que personne n’a signalé de comportement inapproprié de la part de Gérard Depardieu au cours du tournage ».

### Accueil critique
Umami sorti en France avait 10 minutes supprimées de sa durée, par rapport à la version sortie en Allemagne (ces scènes ont été ajoutées en tant que séquences bonus dans la version DVD.).
Pierre de Boishue (Le Figaro Magazine) du 12 mai 2023 a critiqué le film avec deux étoiles, le décrivant comme « Un goût d'éclat » avec « Autant d'ingrédients qui donnent à l'ensemble un goût rafraîchissant ».
Le 17 mai 2023, la version courte (92 minutes) est sortie en France sur 251 écrans, avec de mauvais résultats au box-office et des critiques négatives. En France, le site Allociné donne la note de 1,9⁄5, après avoir recensé et interprété 13 critiques de presse. Les critiques recensées sur Allociné sont négatives.
Marie-Pierre Galinon (Public) parle « beau film, à la saveur douce-amère, [qui] est une ode au partage, à l'amitié et à la famille ainsi qu'une jolie réflexion sur la vie. ».
Stéphane Joby (Le Journal du dimanche) parle elle d'une « Jolie surprise que ce voyage culturel et intime à la Lost in Translation, tourné pour presque rien pendant le Covid ». Depardieu y est vu « au naturel dans un de ces rôles à valeur testamentaire ». la critique estime ce « premier film touchant », « malgré l’empilage dispensable d’histoires familiales secondaires ».
Pour Corinne Renou-Nativel (La Croix), le film n'est pas une très grande réussite : « la plupart des personnages sont à peine esquissés, réduits à de simples éléments pour faire avancer l’intrigue. Les acteurs ont grand peine à leur donner de la profondeur, vu le peu qu’il leur revient de jouer. ».
Olivier Delcroix (Le Figaro) dit du film qu'il « laisse en bouche un goût doux-amer ». Pour le critique, « cette « dramédie » » est un « premier film attachant par bien des aspects, (...) [mais qui] a tout de même le gros défaut de flotter entre deux eaux ». Le rôle de Depardieu est considéré comme trop écrasant, notamment face au chef japonais qui « n'arrive pas à exister ». Le critique reprend la comparaison faite par certains critiques avec le film Lost in Translation, mais « cela ne suffit pas à faire un film au goût inoubliable ».
Pour Catherine Balle (Le Parisien), on « sourit parfois et on s’amuse carrément de ce personnage de naine qui joue du rock à ses cochons pour donner du goût à leur viande. Mais la minceur du scénario et la mièvrerie du message final ont malheureusement raison de ces notes d’humour. ».
Pour Xavier Leherpeur (L'Obs), le film est classé comme « râté » (note de 0⁄5). Pour lui, « le scénario est brouillon, et la mise en scène ne concentre jamais les parfums exquis des comédiens (Bastien Bouillon, Rod Paradot). Le film n’est pas indigeste, il est terne. Et comme tétanisé par la stature de Depardieu, pourtant touchant dans ce rôle de colosse épuisé. ».

### Box-office
Pour son premier jour d'exploitation en France, Umami a réalisé 4 054 entrées, dont 877 en avant-premières. En comptant pour ce premier jour les avant-premières, le film se positionne en quatrième place du box-office des nouveautés pour sa journée de démarrage, derrière L'Arbre à vœux (7 024) et devant L'Homme debout (2 200).
Au bout d’une première semaine d’exploitation dans les salles françaises, le long-métrage totalise 32 871 entrées, pour une treizième place au box-office hebdomadaire, si l'on ne comptabilise pas les avant-premières, derrière Le Principal (33 220) et devant Notre tout petit petit mariage (31 045).
Le film a été refusé par toutes les chaînes de télévision et services de streaming en raison des allégations sexuelles liées à Gérard Depardieu.
| Pays ou région | Box-office     | Date d'arrêt du box-office | Nombre de semaines |
| -------------- | -------------- | -------------------------- | ------------------ |
| France         | 45 358 entrées | 6 juin 2023                | 3                  |
| Total mondial  | 206 530 $      | -                          | -                  |

Umami (version originale) est sorti en salles en Suisse, en Belgique, à Taiwan, aux Pays-Bas, en Espagne, en Colombie, en Israël, à Singapour, en Estonie, à Hong Kong, en Bulgarie, au Mexique, en Italie, en Hongrie, en Autriche, en Australie et en Nouvelle-Zélande. Il n'est pas sorti en salles aux États-Unis, au Royaume-Uni et au Canada en raison des allégations contre Depardieu.
Le film (version originale) est apparu comme divertissement à bord sur des compagnies aériennes telles qu'Air France (version courte), Delta Airlines, QANTAS, Cathay Pacific, Corsair, Emirates, Air India, Gulf Air, Vietnam Airlines, EVA Air, WestJet, China Airlines, Etihad et Qatar Airlines.[pertinence contestée]